# Bashir Baghlani
Bashir Baghlani (* 1931; † 28. April 2007; bürgerlich Mohammed Yousuf) war ein afghanischer General, dessen politische Aktivität sich von 1983 bis 2003 erstreckte.

## Leben
Als Sohn eines tadschikischen Einwanderers ist er im Jahre 1931 geboren. Sein Vater war Vorsitzender eines Kolchos in Tadschikistan.
Seine politische Karriere begann 1983, als er sich der linken militanten Gruppe Setami Milli anschloss. Weiterhin diente er als Statthalter von Baghlan und schloss sich der Partei Hizb-i Islami Gulbuddin an. Nach dem Sturz der Taliban wurde Baghlani als Statthalter von Farah eingesetzt. In der Nacht des 28. April 2007 erlitt er einen Herzinfarkt und starb an dessen Folgen.

### Name
Mohammad Yousuf übernahm den Namen des ehemaligen afghanischen Justizministers Mohammed Bashir Baghlani um sein politisches Wirken vergrößern zu können. Außerdem gab er viele Taten des Justizministers als seine eigenen aus, um sich den Sympathisanten seines Namensgebers sicher zu sein.